# Спартак, Андрей Николаевич
Андрей Николаевич Спартак (род. 27 июля 1964 года, Москва) — российский экономист, специалист в области международной торговли, региональной экономической интеграции и внешнеэкономической политики РФ, член-корреспондент РАН (2011).

## Биография
Родился 27 июля 1964 года в Москве.

### Образование
- 1971—1974 годы — средняя школа № 246 Бабушкинского района г. Москвы;
- 1974—1979 годы — советская школа в г. Нью-Йорке;
- 1979—1981 годы — средняя школа № 862 Брежневского района г. Москвы.
- в 1986 году — окончил МГИМО МИД СССР, специальность — экономист-международник со знанием иностранного языка.
- в 2004 году — защитил докторскую диссертацию, в 2005 году — было присвоено учёное звание профессора по специальности «Мировая экономика».

С 1986 года по настоящее время — работает во Всероссийском научно-исследовательском конъюнктурном институте (ВНИКИ), где прошёл путь от научного сотрудника до директора (с 2004 года).
По совместительству ведёт педагогическую деятельность: заведующий кафедрой международной торговли и внешней торговли РФ Всероссийской академии внешней торговли, профессор кафедры внешнеэкономической деятельности Российского экономического университета имени Г. В. Плеханова.
В 2011 году — избран членом-корреспондентом РАН.

## Научная деятельность
Основные научные результаты:
- углублены теоретические и методологические подходы к анализу мировой торговли и междуна-родного разделения труда, разработана авторская концепция внешнеторговой специализации как эконо-мической категории и введён соответствующий научный аппарат;
- разработаны концептуально-методологические подходы к формированию и реализации внешне-экономической стратегии России в условиях глобализации, в том числе разработана авторская концепция совершенствования международной специализации России на путях диверсификации экспорта;
- разработаны новые теоретические и методологические подходы к анализу региональной эконо-мической интеграции, сформулирована авторская концепция современного регионализма;
- комплексно исследованы интеграционные процессы на постсоветском пространстве, разработана авторская концепция дальнейшей экономической интеграции стран СНГ с выходом в перспективе на формирование общего евразийского экономического пространства.

Автор более 100 научных работ, в том числе 9 монографий (включая 5 индивидуальных и 3 под общей редакцией).

### Научно-организационная деятельность
- член Общественного совета при Минэкономразвития России;
- руководитель Комитета ТПП РФ по содействию внешнеэкономической деятельности;
- член Президиума Экспертно-консультативного совета при Председателе Счётной палаты РФ;
- член Подкомитета по таможенно-тарифному, нетарифному регулированию и защитным мерам Консультативного комитета по торговле Евразийской экономической комиссии;
- член Подкомитета по торговой политике Консультативного комитета по торговле Евразийской экономической комиссии.

## Награды
- Заслуженный деятель науки Российской Федерации (2008)[4]
- Почётная грамота Правительства Российской Федерации (2007)[5]
- Благодарность Правительства Российской Федерации (2012)[6]
- Премия имени Е. С. Варги РАН (2018)

## Из библиографии
- Россия в международном разделении труда : выбор конкурентоспособ. стратегии / А. Н. Спартак; Всерос. науч.-исслед. конъюнктур. ин-т. — М. : Макс Пресс, 2004. — 521, [2] с. : ил., табл.; 22 см; ISBN 5-317-01008-X
- Экономические интересы и задачи России в СНГ / С. А. Кулик, А. Н. Спартак, И. Ю. Юргенс. — Москва : Экон-Информ, 2010. — 120 с. : цв. ил., табл.; 21 см. — (Библиотека Института современного развития).; ISBN 978-5-9506-0552-9
- Валютная политика России в условиях глобализации: итоги, проблемы и противоречия / Д. В. Абрамов, А. Н. Спартак. — Москва ; Тула : Гриф и К, 2010. — 150 с.; 21 см; ISBN 978-5-8125-1460-0
- Внешнеэкономическая деятельность как источник экономического роста / А. Ю. Кнобель, А. Н. Спартак, М. А. Баева и др. — Москва : Дело, 2019. — 58, [1] с. : ил., табл.; 21 см. — (Научные доклады: экономика / Российская академия народного хозяйства и государственной службы при Президенте Российской Федерации (РАНХиГС); 19/19).; ISBN 978-5-7749-1446-3 : 500 экз.
- Современная Индия: экономика, внешнеэкономические связи и перспективы делового сотрудничества с Россией : коллективная монография / Спартак А. Н., Кадочников П. А., Малышев А. С. [и др.]; под общей редакцией А. Н. Спартака, В. В. Французова; ФГБОУ ВО «Всероссийская академия внешней торговли» Минэкономразвития РФ (ВАВТ Минэкономразвития России). — Москва : ВАВТ, 2019. — 311 с. : ил., табл.; ISBN 978-5-9547-0178-4 : 500 экз.